# R. c. Labaye
R. c. Labaye  est un arrêt de principe de la Cour suprême du Canada rendu en 2005 sur la notion d'indécence en droit pénal et concernant la légalité des clubs échangistes.

## Les faits
Jean-Paul Labaye de Montréal a été accusé d'avoir exploité une « maison de débauche », une infraction en vertu de l'article 210 (1) du Code criminel, pour avoir été propriétaire du club l'Orage, dans lequel les personnes qui ont payé des frais d'adhésion et leurs invités pouvaient se réunir et se livrer à des relations sexuelles en groupe, du sexe oral et de la masturbation. Toutes ces activités étaient consensuelles et, alors que les membres payaient les frais d'adhésion au club, les membres ne se payaient pas les uns les autres en échange de relations sexuelles. Ayant été reconnu coupable, M. Labaye a été condamné à une amende de 2 500 $.

## Jugement de la Cour suprême
Les juges majoritaires de la Cour suprême, dont la juge en chef Beverley McLachlin, ont conclu que M. Labaye n'aurait pas dû être déclaré coupable. Ils ont accueilli son pourvoi et ont ainsi renversé la décision de la Cour d'appel du Québec.

## Motifs du jugement
Pour déterminer si M. Labaye était réellement coupable de posséder une maison de débauche, la Cour devait décider si les activités qui s'y déroulaient devaient être qualifiées d'indécentes, puisque les maisons de débauche sont, par définition, des maisons dans lesquelles se produisent la prostitution ou l'indécence ou bien où on prévoit se livrer à ces activités. La Cour a d'abord noté que la moralité n'était d'aucune utilité pour déterminer si ces activités étaient indécentes. Seules les normes objectives de décence établies dans le droit canadien seraient utiles, et ces normes visaient à déterminer si un préjudice a été causé. En examinant la jurisprudence, qui comprenait Towne Cinema Theatres Ltd. c. La Reine (1985) et R. c. Butler (1992), la Cour a observé qu'il a été établi, d'abord dans l'affaire Towne Cinema Theatres Ltd. de 1985, que l'« obscénité » est définie comme dépassant ce que les Canadiens seraient en mesure d'accepter socialement (bien qu'il y ait certaines choses que certains Canadiens n'aimeront pas mais qu'ils accepteront néanmoins). De plus, l'obscénité doit être préjudiciable à certaines personnes. 
Dans R. c. Butler et Little Sisters Book and Art Emporium c. Canada, il a en outre été établi que le fait de savoir si quelque chose fait ou menace de nuire à certaines personnes est important pour déterminer si quelque chose est indécent et si, en fait, le préjudice est devenu la seule mesure d'indécence en droit canadien. (La dissidence a contesté ce point, arguant que ce n'est que maintenant, avec cette décision, que le préjudice est devenu la seule mesure.) En tout cas, dans R. c. Labaye, la Cour a approuvé l'approche fondée exclusivement sur le préjudice et a écrit que « Le préjudice ou le risque appréciable de préjudice est plus facile à prouver qu’une norme sociale ». La Cour a ensuite établi des lignes directrices sur la façon de mesurer le préjudice. 
Premièrement, la Cour a écrit que ce qui est indécent en vertu du Code criminel est ce qui est contraire aux principes des lois constitutionnelles ou d'autres lois importantes. L'ensemble de la société a des croyances sur ce dont elle a besoin pour fonctionner ; les croyances des individus ou certaines croyances politiques selon lesquelles quelque chose pourrait être nuisible ne suffisent, en revanche, pas. De plus, le préjudice d'indécence doit être grave. La Cour a examiné ces définitions en profondeur, observant que les valeurs qui peuvent être considérées comme essentielles à la société incluent la liberté et l'égalité. La liberté de religion, une autre valeur canadienne importante, indique qu'aucune religion en particulier ne façonnera la définition de l'indécence. Par conséquent, l'indécence en droit canadien est quelque chose qui menace la liberté de quelqu'un, expose quelque chose d'indésirable aux gens, force quelqu'un à commettre un méfait (ce qui inclut du matériel qui peut «  [dépraver] et [corrompre] les personnes vulnérables entre les mains desquelles il pourrait se retrouver »), ou qui nuit à quelqu'un se livrant à certains actes.
En examinant la question de savoir dans quels cas on peut considérer cela indécent lorsque des personnes sont exposées à des choses qu'elles ne veulent pas voir, la Cour est consciente que le sexe est un sujet plus ouvert dans la société, mais néanmoins «  la représentation publique de certains types de comportements sexuels peut nuire sérieusement à la qualité de vie qu’offre un environnement et restreindre sensiblement l’autonomie ». Cette considération est très importante pour le droit applicable dans cette affaire. Il a été jugé que dans ce cas particulier, M. Labaye n'est pas coupable d'indécence en raison des mesures qu'il a prises pour s'assurer que seules des personnes consentantes verraient le comportement sexuel.
En examinant la question de savoir si le préjudice est grave, la Cour a écrit que « le critère applicable est exigeant » ; certaines choses que certains Canadiens n'aimeront pas devraient pouvoir exister, à moins qu'elles ne deviennent si graves qu'elles menacent la société. Alors que la mesure de la gravité de l'indécence impliquerait certains « jugements de valeur », la Cour a écrit que certains guides objectifs pourraient être fournis en évitant les valeurs non écrites et en tenant compte des circonstances. 
Dans les cas où l'indécence est telle que les personnes sont exposées à des choses indésirables, un accusé serait coupable si «  cette conduite risque réellement d’avoir des effets importants et négatifs sur la façon de vivre des gens ». Le consentement à voir l'activité n'équivaut pas à un préjudice ou à de l'indécence. Dans ce cas particulier, la Cour a conclu qu'il n'est même pas nécessaire d'examiner la gravité du préjudice parce qu'aucune preuve de préjudice n'avait été trouvée, et même dans ce cas « aucune preuve ne semble établir que le préjudice allégué atteindrait le degré requis pour qu’il y ait incompatibilité avec le bon fonctionnement de la société.  On ne peut guère prétendre qu’une conduite consensuelle se déroulant derrière des portes closes, protégées par une serrure numérique, puisse mettre en péril une société aussi vigoureuse et tolérante que la société canadienne ».
La Cour a ajouté que l'affaire était différente de l'arrêt R. c. Butler parce que rien en cause n'encourageait les attitudes sexistes. « La preuve n’établit l’existence d’aucun comportement antisocial envers les femmes, ni d'ailleurs envers les hommes ». Car toute l'activité sexuelle est consensuelle et qu'il ne s'agit pas de la prostitution. La menace de maladies sexuellement transmissibles n'était pas non plus suffisante pour constituer un préjudice au regard de l'accusation spécifique d'indécence. C'est parce que ces maladies sont davantage un problème de santé qu'un préjudice qui provient exclusivement d'activités sexuelles déviantes.

## Jugement dissident
Un long jugement dissident a été rédigé par les juges Michel Bastarache et Louis LeBel. Les juges dissidents ont critiqué la définition majoritaire de l'indécence comme étant « ni souhaitable ni fonctionnelle », car elle ne suivait pas certains précédents et a rejeté « l'analyse contextuelle de la norme de tolérance de la société canadienne ». 
Bien que le préjudice soit une considération importante, cela ne signifie pas que les Canadiens seraient en mesure d'accepter certains comportements sexuels. Les normes peuvent être fondées sur des « principes de moralité sociale qui ressortent de la législation ».
De plus, le test fondé sur le préjudice dans R. c. Butler a été « adopté afin de combler un vide », pour relier la jurisprudence antérieure concernant les normes communautaires aux opinions selon lesquelles certains documents encouragent les attitudes sexistes, et « les arrêts Butler, Tremblay et Mara ne permettent pas de conclure que les tribunaux doivent déterminer ce que la société tolère en fonction du degré de préjudice seulement ». En l'espèce, les juges dissidents ont estimé que la sélection des personnes qui ne voulaient pas voir le comportement sexuel n'était pas assez rigoureuse et que « La société ne tolère pas, à notre avis, que des actes de cette nature surviennent dans un lieu commercial auquel le public a facilement accès ».